# Burgstall Ansberg

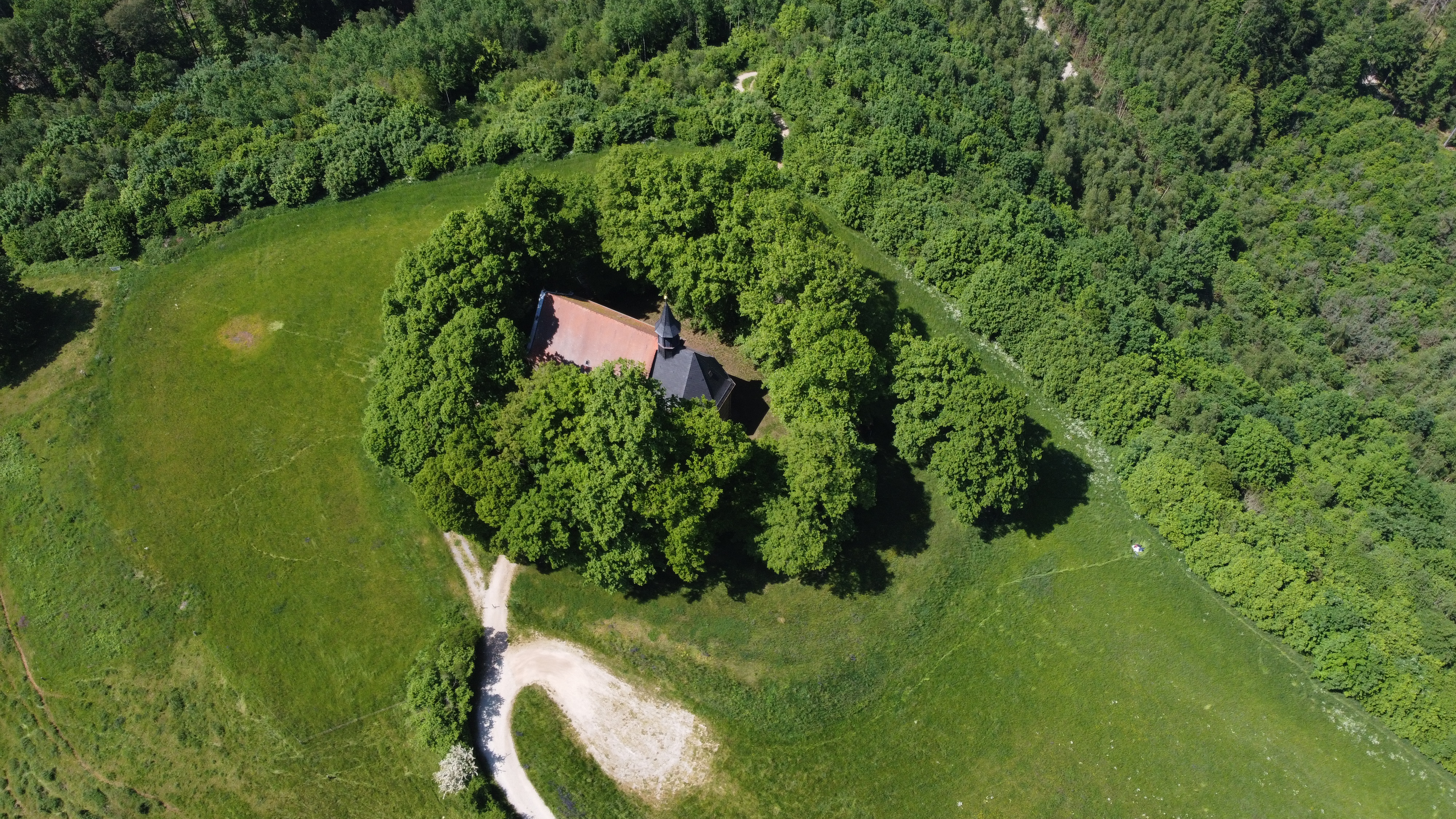
Luftbild des Burgstalls Ansberg mit der Kapelle St. Veit.

Der Burgstall Ansberg bezeichnet den Rest der abgegangenen mittelalterlichen Höhenburg auf dem Ansberg an der Stelle der heutigen St.-Veit-Kapelle auf dem gleichnamigen Ansberg (Veitsberg) bei Dittersbrunn, einem Gemeindeteil des Marktes Ebensfeld im oberfränkischen Landkreis  Lichtenfels in Bayern.

## Geschichte
Die Burg Ansberg war ursprünglich der Stammsitz eines edelfreien Geschlechtes, das im Jahr 1087 mit „Gozwin de Ansperc“ erstmals urkundlich erwähnt wurde. 1292 wurde sie als ein vom Bamberger Hochstift verliehenes Lehen Gundelochs II. von Cunstat (Burgkunstadt) bezeichnet, womit sie erstmals genannt wurde. Noch vor dem Jahr 1319 erschien die Burg dann ein letztes Mal als „Castrum Ansberge“, anschließend verschwand sie auf den Urkunden.
Auf dem heutigen Burgstall erbaute Andreas Rheinthaler zwischen 1717 und 1719 die katholische Filial- und Wallfahrtskirche St. Veit. Um die Kapelle wurde damals ein Lindenkranz mit 21 Bäumen gepflanzt. Die Kapelle wurde wohl auch von Joseph Victor von Scheffel in seinem Frankenlied von 1859 besungen, allerdings verlegte er sie auf den Staffelberg. Die Veitskapelle geht auf einen Vorgängerbau aus dem Mittelalter zurück, der wiederum vermutlich auf die frühere Burgkapelle zurückging.

## Beschreibung
Die Burgstelle liegt auf einer Höhe von 460 m ü. NN auf dem Ansberg, einer nach Westen vorstoßenden Bergzunge. Der Ansberg, der als gratartiger Bergrücken beginnt, erweitert sich zur Spitze hin zu einem längsovalen Plateau und fällt außer der Ostseite sehr steil in das Tal des Mains und seiner Nebentäler ab. Auf dem Plateau befindet sich eine ovale, turmhügelartige Kuppe mit einer Höhe von 3,5 Metern und einer Fläche von 54 mal 30 Metern. Sie ist der frühere Standort der Burg und der heutigen Kapelle. Um diese Kuppe zieht sich bis auf die Nordostseite ein einen Meter tiefer liegender und drei bis sieben Meter breiter Absatz, der frühere Zwinger der Burg. Im Nordosten fehlt dieser auf einer Länge von 12 Metern, dort fällt die Kuppe über einen Steilhang direkt bis zum Plateau ab. An der Westseite des Zwingers ist noch ein Randwall von einem Meter Höhe auf einer Länge von 25 Metern erhalten, an den restlichen Seiten fehlt dieser völlig. Im Süden, Südosten und im Osten wurde der Zwinger fast bis auf die Oberkante der Kuppe aufgefüllt. Ein Graben um die Kuppe lässt sich nicht nachweisen. Der frühere Aufgang zur Kuppe lag wohl im Süden, der Burgweg kam wie der heutige Zugangsweg von Osten auf den Ansberg.
Im Südwesten, wo das Plateau des Ansberges leicht hervorspringt, wurde rund 40 Meter südwestlich der Kuppe ein zusätzliches Annäherungshindernis angelegt, ein 50 Meter langer Wallzug, den auf der Innenseite ein Graben begleitet. Er sollte wohl den sanft abfallenden Ausläufer des Ansberges vor einer feindlichen Annäherung schützen.